# Illosporium olivatrum
Illosporium olivatrum är en lavart som beskrevs av Sacc. 1877. Illosporium olivatrum ingår i släktet Illosporium, ordningen köttkärnsvampar, klassen Sordariomycetes, divisionen sporsäcksvampar och riket svampar.   Inga underarter finns listade i Catalogue of Life.